# Leśna (gmina)
Pour les articles homonymes, voir Leśna (homonymie).
Leśna est une gmina mixte du powiat de Lubań, Basse-Silésie, dans le sud-ouest de la Pologne. Son siège est la ville de Leśna, qui se situe environ 11 km au sud de Lubań, et 125 km à l'ouest de la capitale régionale Wrocław.
La gmina couvre une superficie de 104,5 km2 pour une population de 10 739 habitants.

## Géographie
La gmina est bordée par la ville de Świeradów-Zdrój et les gminy de Gryfów Śląski, Lubań, Mirsk, Olszyna et Platerówka. Elle est également frontalière de la République tchèque.